# Campeonato Panamericano de Balonmano Masculino Juvenil de 2011
El IX Campeonato Panamericano de Balonmano Masculino Juvenil de 2011 se disputó entre el 1 y el 4 de mayo de 2011  en Barquisimeto, Venezuela. y es organizado por la Federación Panamericana de Balonmano Este campeonato entregó tres plazas para el Campeonato Mundial Juvenil Masculino de Balonmano de 2011

## Grupo A
| Equipo    | PTS | J | G | E | P | GF  | GC  | DG  |
| --------- | --- | - | - | - | - | --- | --- | --- |
| Brasil    | 6   | 3 | 3 | 0 | 0 | 107 | 50  | +57 |
| Venezuela | 3   | 3 | 1 | 1 | 1 | 83  | 78  | +5  |
| Uruguay   | 3   | 3 | 1 | 1 | 1 | 76  | 76  | 0   |
| Colombia  | 0   | 3 | 0 | 0 | 3 | 54  | 116 | -62 |

### Resultados
| Fecha     | Hora  | Partido³  | Partido³ | Partido³  | Resultado |
| --------- | ----- | --------- | -------- | --------- | --------- |
| 1.05.2011 | 11:00 | Brasil    | -        | Colombia  | 40-15     |
| 1.05.2011 | 14:00 | Venezuela | -        | Uruguay   | 24-24     |
| 2.05.2011 | 11:00 | Colombia  | -        | Uruguay   | 21-35     |
| 2.05.2011 | 14:30 | Brasil    | -        | Venezuela | 36-18     |
| 3.05.2011 | 11:00 | Uruguay   | -        | Brasil    | 17-31     |
| 3.05.2011 | 14:30 | Venezuela | -        | Colombia  | 41-18     |

## Grupo B
| Equipo         | PTS | J | G | E | P | GF  | GC  | DG  |
| -------------- | --- | - | - | - | - | --- | --- | --- |
| Argentina      | 6   | 3 | 3 | 0 | 0 | 138 | 58  | +80 |
| Chile          | 4   | 3 | 2 | 0 | 1 | 107 | 73  | +34 |
| Puerto Rico    | 2   | 3 | 1 | 0 | 2 | 88  | 113 | -25 |
| Estados Unidos | 0   | 3 | 0 | 0 | 3 | 56  | 145 | -89 |

### Resultados
| Fecha     | Hora  | Partido³       | Partido³ | Partido³       | Resultado |
| --------- | ----- | -------------- | -------- | -------------- | --------- |
| 1.05.2011 | 11:00 | Chile          | -        | Puerto Rico    | 34-26     |
| 1.05.2011 | 14:00 | Argentina      | -        | Estados Unidos | 60-08     |
| 2.05.2011 | 11:00 | Estados Unidos | -        | Chile          | 16-45     |
| 2.05.2011 | 14:30 | Puerto Rico    | -        | Argentina      | 22-47     |
| 3.05.2011 | 11:00 | Puerto Rico    | -        | Estados Unidos | 40-32     |
| 3.05.2011 | 14:30 | Chile          | -        | Argentina      | 28-31     |

## 5º al 8º puesto
| Fecha     | Hora² | Partido¹    | Partido¹ | Partido¹       | Resultado |
| --------- | ----- | ----------- | -------- | -------------- | --------- |
| 3.05.2011 | 11:00 | Uruguay     | -        | Estados Unidos | 39-23     |
| 3.05.2011 | 14:30 | Puerto Rico | -        | Colombia       | 36-29     |

## 7º/8º puesto
| Fecha     | Hora² | Partido¹       | Partido¹ | Partido¹ | Resultado |
| --------- | ----- | -------------- | -------- | -------- | --------- |
| 4.05.2011 | 11:00 | Estados Unidos | -        | Colombia | 26-31     |

## 5º/6º puesto
| Fecha     | Hora² | Partido¹ | Partido¹ | Partido¹    | Resultado |
| --------- | ----- | -------- | -------- | ----------- | --------- |
| 4.05.2011 | 11:00 | Uruguay  | -        | Puerto Rico | 32-20     |

## Fase final

### Semifinales
| Fecha     | Hora  | Partido³  | Partido³ | Partido³  | Resultado |
| --------- | ----- | --------- | -------- | --------- | --------- |
| 3.05.2011 | 16:30 | Argentina | -        | Venezuela | 36-24     |
| 3.05.2011 | 18:30 | Brasil    | -        | Chile     | 36-22     |

### 3º/4º puesto
| Fecha     | Hora² | Partido¹ | Partido¹ | Partido¹  | Resultado |
| --------- | ----- | -------- | -------- | --------- | --------- |
| 4.05.2011 | 16:30 | Chile    | -        | Venezuela | 28-19     |

### Final
| Fecha     | Hora² | Partido¹  | Partido¹ | Partido¹ | Resultado |
| --------- | ----- | --------- | -------- | -------- | --------- |
| 4.05.2011 | 18:30 | Argentina | -        | Brasil   | 25-24     |

| Argentina           |
| Campeón             |
| Argentina 6° título |

### Clasificación general
| Argentina         |
| Brasil            |
| Chile             |
| 4. Venezuela      |
| 5. Uruguay        |
| 6. Puerto Rico    |
| 7. Colombia       |
| 8. Estados Unidos |

## Clasificados al Mundial 2012
| Bandera de Argentina | Bandera de Brasil | Bandera de Chile |
| Argentina            | Brasil            | Chile            |
| -------------------- | ----------------- | ---------------- |